# Емилијано Сала
Емилијано Раул Сала Тафарел (шп. Emiliano Raúl Sala Taffarel; 31. октобар 1990 — 21. јануар 2019) био је аргентински фудбалер који је играо на позицији нападача.
Каријеру је почео у омладинским клубовима у Аргентини, а након кратког периода у регионалној лиги Португалије, професионалну каријеру почео је у Бордоу, гдје је дебитовао у фебруару 2012. године. Због потешкоћа да уђе у први тим, послат је на позајмицу у Трећу лигу за сезону 2012/13, у Орлеан. За сезону 2013/14 послат је на позајмицу у Другу лигу, у Ниорт. За двије сезоне које је провео на позајмицама, постигао је 39 голова, након чега се вратио у Бордо. Поново није успио да се избори за мјесто у тиму и у зимском прелазном року у сезони 2014/15, послат је на позајмицу у Кан.
На љето 2015. године, прешао је у Нант, са којим је потписао петогодишњи уговор. За Нант је одиграо преко 100 утакмица и три сезоне заредом завршио је као најбољи стријелац клуба. У јануару 2019. године, прешао је у Кардиф, за 18 милиона евра, што је био рекордан трансфер клуба у том тренутку.
На дан 21. јануара 2019. године, авион Пипер Малибу којим је путовао Сала у Кардиф, нестао је са радара. У првобитној тродневној потрази, којом је претражено 1,700 sq mi (4,40 km2) површине Ламанша, авион није пронађен, након чега је покренута приватна потрага, којом је пронађена олупина авиона 3. фебруара. Тијело Емилијана Сале пронађено је четири дана касније, а 11. фебруара утврђено је да је преминуо од повреда главе и тијела.

## Дјетињство
Сала је рођен у граду Кулалу, у провинцији Санта Фе, Аргентина, од родитеља Орасија Сале и Мерседес Тафарел. Његов отац је радио као возач камиона, а породица се касније преселила у град Прогресо. Посједовао је италијански пасош; имао је брата Дарија и сестру Ромину. Био је навијач Индепедијентеа, а док је одрастао, пратио је стопе свог омиљеног фудбалера – Габријела Батистуте.

## Професионална каријера

### Почетак каријере
Фудбалом је почео да се бави одмалена, у клубу Сан Мартин де Прогресо, гдје је остао до 15 године. Затим се преселио у Сан Франциско у Кордоби, гдје је играо за локални школски клуб, Пројекто Кресер, након што су га примијетили скаути. Клуб је био повезан са шпанском Мајорком и француским Бордоом, који су скаутирали локалне играче. Након што се придружио клубу Пројекто Кресер, преселио се у пансион, са осталим играчима из јуниорске секције. Играо је шест утакмица за шпански клуб Соледад Б, у периоду између октобра 2007. и фебруара 2008. године.
Године 2009, док је живио у Гранади, препоручен је португалском нижелигашу, екипи Кратоа, од стране аргентинског фудбалера који је играо за клуб, и исте године прешао је у Крато. Одиграо је један званични меч и постигао два гола, али је одлучио да напусти клуб и да се врати у Аргентину, рекавши да му је дјевојка у проблемима..

### Бордо
Са 20 година, током сезоне 2010/11, Сала се преселио у Европу и потписао за Бордо, француског партнера Пројекто Кресера. Након што је стигао у Француску, живио је са тренером омладинаца, Марселом Вадом и његовим сином, такође играчем Бордоа, Валентином Вадом, који су такође из истог региона Аргентине.
Након што је напредовао кроз резервни тим, није успио да се избори за већу минутажу у првом тиму и његов агент га је понудио неким италијанским клубовима, укључујући Соренто, али је одбијен. На дан 8. фебруара 2012, Сала је дебитовао за први тим Бордоа, у Купу Француске, гдје су у оквиру осмине финала савладали Олимпик Лион са 3:1 у гостима. Ушао је у игру у 105 минуту умјесто Жусија.
Није успио да се устали у тиму, због чега је Бордо хтио да га пошаље на позајмицу, у нади да ће стећи искуство. Очекивало се да пређе у шпански клуб, али је његов агент одбио понуду, жељећи да Сала остане у Француској. Отишао је на позајмицу у Орлеан, који је наступао у Трећој лигу Француске. Одиграо је 37 утакмица и постигао 19 голова, након чега је тренер Орлеана изјавио за њега да је „најбољи играч тима без сумње“. Орлеан је сезону завршио на осмом мјесту.
На дан 2. јула 2013. године, отишао је на позајмицу у клуб из Друге лиге Француске, Ниорт, за сезону 2013/14. У првом дијелу сезоне постигао је 11 голова на 12 утакмица, укључујући и први хет-трик у каријери, у побједи 4:2 над Левалоом. Сезону је завршио са 20 постигнутих голова у свим такмичењима, док је у лиги постигао 18 голова, поставивши нови рекорд клуба по броју голова једног фудбалера у сезони.
На почетку сезоне 2014/15, Сала је враћен у Бордо, на захтјев тренера Вилија Сањола и потписао је нови двогодишњи уговор. Први гол за клуб постигао је из пенала у поразу 4:1 од Монака. То је био његов једини гол у 11 утакмица и у јануару 2015. послат је на позајмицу у Кан, гдје је стигао као замјена за Метјуа Дуамела. Кан је претходно хтио да доведе Салу на почетку сезоне, што је Бордо одбио. За тим је дебитовао 1. фебруара 2015, у побједи 1:0 над Сент Етјеном. Први гол за клуб постигао је на својој трећој утакмици, у ремију 2:2 са Париз Сен Жерменом. Постигао је укупно пет голова за Кан, а на крају сезоне се вратио у Бордо.

### Нант
На дан 20. јула 2015. године, прешао је у Нант за милион евра, са којим је потписао петогодишњи уговор. За Нант је дебитовао у првом колу француског првенства за сезону 2015/16, против Генгама, док је први гол постигао 5. децембра 2015, у ремију 1:1 са Ајачијом. У јануару 2016. Нант је одбио понуду Вулверхемптона од 3 милиона евра за Салу. Прву сезону је завршио као најбољи стријелац клуба, са шест постигнутих голова.
У другој сезони, постигао је 12 голова у првенству Француске, што је највећи број голова једног фудбалера у сезони за Нант од сезоне 2000/01, када је Оливер Монтерубио постигао 12 голова. У сезони 2017/18 постигао је поново 12 голова и завршио је као најбољи стријелац клуба, трећу сезону заредом.
На старту сезоне 2018/19, тренер Нанта, Мигел Кардосо, остављао је Салу на клупи, док је утакмице као стартер почињао Калифа Кулибали. Галатасарај је последњег дана летњег трансфер периода послао понуду за Салу, али је прелазак пропао. Постигао је два гола, прије него што је тренер добио отказ у октобру 2018. године. За новог тренера постављен је Вахид Халихоџић, и на његовој првој утакмици, 20. октобра 2018, Сала је постигао хет-трик у побједи 4:0 против Тулузе, поставши тако први фудбалер Нанта који је постигао три гола на једној утакмици Француске Лиге 1 још од Мамаду Дијалоа, који је три гола постигао против Сошоа у фебруару 2006. године. Изгласан је за фудбалера мјесеца у октобру, постигавши четири гола на три утакмице током мјесеца.
На почетку децембра, био је најбољи стријелац Лиге 1, заједно са Килијаном Мбапеом из Париз Сен Жермена, са 12 голова. Последњи гол за тим постигао је у побједи 3:2 против Олимпик Марсеја 5. децембра 2018. године, у оквиру 16 кола Лиге 1.

### Кардиф Сити
На дан 19. јануара 2019. године, прешао је у члана Премијер лиге – Кардиф Сити, са којим је потписао уговор на три и по године. Сала је у Кардиф прешао за 15 милиона фунти, што је рекордно обештећење које је клуб платио за неког фудбалера, срушивши претходни рекорд од 11 милиона, колико су платили Гарија Медела 2013. године. Према клаузули, 50% вриједности трансфера требало је да оде његовом првом клубу, Бордоу. Одбио је понуду кинеског клуба, који му је нудио већу плату и већу вриједности трансфера, да би прешао у Кардиф, због велике жеље да игра у Премијер лиги. Сала је погинуо у паду авиона, док је летио за Кардиф, а након његове смрти, Нант је захтијевао да новац од трансфера буде исплаћен. Предсједник Кардифа, Мехмет Далман, рекао је да ће клуб платити вриједност трансфера ако буду у обавези, али да, уколико постоје неке аномалије због трагичних околности, да ће бранити своју позицију.

## Нестанак и смрт
Након што је прошао медицинске прегледе у Кардифу, Сала се вратио у Нант 19. јануара у авиону који је договорио фудбалски агент, Марк Мекеј. Његова намјера је била да се врати у Кардиф 21. јануара, како би присуствовао првом тренингу у новом клубу дан касније. Тренер Кардифа, Нил Ворнок, позвао га је да присуствује утакмици против Њукасла, али је одлучио да се врати у Француску како би се поздравио са бившим саиграчима из Нанта и особљем клуба.
На дан 21. јануара, авион Пипер Малибу PA-46, којим је летио Сала из Нанта у Кардиф, нестао је са радара на острву Олдерни. Истим авионом је Сала два дана раније летио из Кардифа за Нант. На дан 23. јануара, ваздушна претрага објавила је да нема наде да има преживјелих у води.
Аудио порука, коју је Сала наводно послао својим пријатељима из авиона преко вотсапа, објављена је у аргентинском часопису Оле. Порука гласи:
„Здраво, браћо, како сте? Човјече, ја сам уморан. Био сам овдје у Нанту, сређивао ствари, ствари, ствари, ствари, ствари, ствари, и то никад не престаје, никад не престаје, никад не престаје. У сваком случају момци, ја сам у овом авиону, који дјелује као да ће се распасти на дјелиће, долазим сјутра у Кардиф. Лудо, почињемо сјутра. Видјећемо шта ће се десити. Па, како иде код вас момци, све је добро? Ако за сат и по не буде вијести од мене, не знам хоће ли послати некога да ме тражи, јер ме не могу пронаћи, али знаћете... Човјече, уплашен сам!“
Полиција Гернзија претраживала је Ламанш три дана, прекривши укупно 1,700 sq mi (4,40 km2) територије. На дан 24. јануара, у 15:15 по Гриничком, односно у 16:15 по Средњоевропском времену, након „веома исцрпне и обимне потраге“, која је укључивала и осам сати комбиноване потраге са три авиона, пет хеликоптера и два чамца за спасавање, полиција је објавила да обустављају потрагу за авионом и евентуалним преживјелима. Одлука је довела до позива широм свијета да се потрага настави, укључујући и неколико фудбалера, међу којима су и аргентински фудбалери, Лионел Меси, Серхио Агверо, Гонзало Игваин и бивши фудбалер, Дијего Армандо Марадона. Предсједник Аргентине, Маурисио Макри, тражио је од британских и француских власти да наставе потрагу. Онлајн петицијом прикупљено је 65.000 потписа, након чега је породица објавила да ће покренути приватну потрагу. За потрагу је прикупљено преко 280.000 фунти на платформи GoFundMe, путем донација које је покренула спортска агенција из Париза, Sports Cover, која заступа Салу. За потрагу је било потребно 140.000 фунти, што је прикупљено за 24 сата. На дан 26. јануара покренуте су двије потраге, које је предводио морнарички научник, Дејвид Мирнс.
На дан 28. јануара, објављен је план да подводна потрага крене за мање од недељу дана, у зависности од стања воде, користећи неименовано подводно возило, како би претражили морско дно сјеверно од долине Хардс Дип. На дан 29. јануара, Кардиф је укључио Салу на списак играча за утакмицу против Арсенала, са суновратом поред његовог имена, умјесто броја. На дан 30. јануара, огранак за истраге авионских несрећа (AAIB), објавио је да су пронађена два сједишта, које је избацило море на француској плажи, за које је вјеровано да су из несталог авиона.
На дан 3. фебруара, почела је нова подводна потрага за несталим авионом, користећи брод AAIB-а, Гео океан III и приватни брод, који су били опремљени сонаром. Потрага је трајала три дана, а претражена је укупна површина од 4 sq nmi (14 km2; 5,3 sq mi), око 24 nmi (44 km; 28 mi) сјеверно од Гернзија. Шест сати након што је нова потрага покренута, око 21:11 GMT, пронађена је олупина авиона на дубини од 63 m (207 ft). На дан 4. фебруара, истражитељи су изјавили да је једно тијело видљиво унутар олупине.
На дан 7. фебруара, тијело је извађено из олупине и однесено на острво Портланд, гдје је предато мртвозорнику. Касније тог дана, полиција Дорсета објавила је да је тијело идентификовано на основу отиска прста и да је ријеч о Сали. Нант је повукао дрес са бројем 9 у част Сале.
На дан 11. фебруара, аутопсијом је утврђено да је Сала преминуо од повреда главе и тијела.

## Стил игре
Сала је изјавио да је стил игре прилагодио свом идолу, бившем аргентинском фудбалеру, Габријелу Батистути. Енглески часопис, Би-Би-Си спорт упоредио га је са Џејмијем Вардијем, описавши га као фудбалера који воли широк простор и са добром игром у контра нападу. Као крупан и јак нападач, такође је познат по својој способности да држи лопту, и описан је за као играч који посједује „разуман темпо“; такође је хваљен у медијима због свог рада, истрајности, смисла за гол и финишерских способности.

## Статистика каријере

### Клупска каријера
| Клуб              | Сезона            | Лига                 | Лига     | Лига   | Куп      | Куп    | Међународно | Међународно | Укупно   | Укупно |
| Клуб              | Сезона            | Дивизија             | Утакмица | Голова | Утакмица | Голова | Утакмица    | Голова      | Утакмица | Голова |
| ----------------- | ----------------- | -------------------- | -------- | ------ | -------- | ------ | ----------- | ----------- | -------- | ------ |
| Крато             | 2009/10           |                      | 1        | 2      | 0        | 0      | 0           | 0           | 1        | 2      |
| Орлеан            | 2012/13           | Национално првенство | 37       | 19     | 0        | 0      | 0           | 0           | 37       | 19     |
| Ниорт             | 2013/14           | Лига 2               | 37       | 18     | 3        | 2      | 0           | 0           | 40       | 20     |
| Бордо             | 2014/15           | Лига 1               | 11       | 1      | 1        | 0      | 0           | 0           | 12       | 1      |
| Кан               | 2014/15           | Лига 1               | 13       | 5      | 0        | 0      | 0           | 0           | 13       | 5      |
| Нант              | 2015/16           | Лига 1               | 31       | 6      | 4        | 0      | 0           | 0           | 35       | 6      |
| Нант              | 2016/17           | Лига 1               | 34       | 12     | 5        | 3      | 0           | 0           | 39       | 15     |
| Нант              | 2017/18           | Лига 1               | 36       | 12     | 2        | 2      | 0           | 0           | 38       | 14     |
| Нант              | 2018/19           | Лига 1               | 19       | 12     | 2        | 1      | 0           | 0           | 21       | 13     |
| Нант              | Укупно            | Укупно               | 120      | 42     | 13       | 6      | 0           | 0           | 133      | 48     |
| Кардиф Сити       | 2018/19           | Премијер лига        | 0        | 0      | 0        | 0      | 0           | 0           | 0        | 0      |
| Укупно у каријери | Укупно у каријери | Укупно у каријери    | 219      | 87     | 17       | 8      | 0           | 0           | 236      | 95     |